# Charles Dudley Warner
Charles Dudley Warner (Plainfield, 12 settembre 1829 – Hartford, 20 ottobre 1900) è stato un saggista e scrittore statunitense.

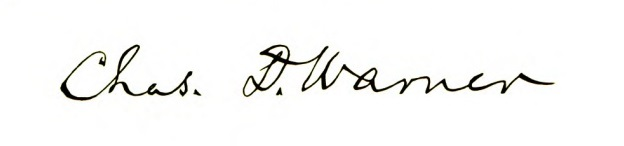
Firma di Warner

Amico di Mark Twain, collaborò con lui alla realizzazione del romanzo L'età dell'Oro.

## Biografia
Warner nacque da una famiglia puritana a Plainfield. Dai sei ai quattordici anni visse a Charlemont, un'esperienza che avrebbe descritto nel libro Being a boy nel 1877. In seguito si trasferì a Cazenovia e nel 1851 si laureò presso l'Hamilton College di Clinton.
Lavorò presso un gruppo di periti in Missouri prima di studiare giurisprudenza all'Università della Pennsylvania. Successivamente si trasferì a Chicago, dove esercitò la professione forense dal 1856 al 1860, anno in cui si spostò in Connecticut per diventare vice caporedattore di The Hartford Press. L'anno successivo diventò caporedattore, ruolo che mantenne fino al 1867, anno in cui il giornale si fuse con il The Hartford Courant, di cui Warner fu co-caporedattore insieme a Joseph Roswell Hawley.
Nel 1884 si unì alla redazione dell'Harper's Magazine, per il quale scrisse la sezione nota come The Editor's Drawer fino al 1892 e, da quell'anno in avanti, si occupò invece della The Editor's Study.
Warner ebbe modo di viaggiare molto durante la sua vita, tenne diverse lezioni, e si occupò attivamente della riforma della prigioni, della supervisione dei parchi cittadini e di altri movimenti per il bene pubblico. Fu il primo presidente del National Institute of Arts and Letters, e, fino al giorno della sua morte ricoprì il ruolo di presidente dell'American Social Science Association.

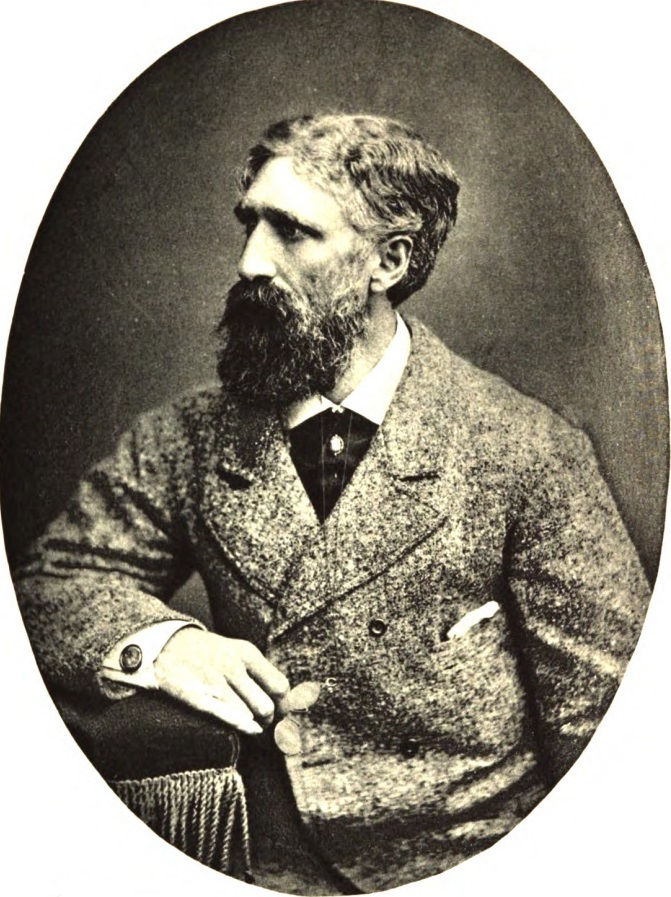
Warner nel 1875.

Warner divenne noto per le scenette riflessive presenti in My Summer in a Garden (1870). Inizialmente pubblicate in serie sul quotidiano The Hartford Courant, queste scenette divennero popolari per il loro onnipresente e raffinato umorismo e il delicato charm, per l'amore verso la vita all'aria aperta, i commenti sulla vita e gli affari, e lo stile delicatamente curato, qualità che ispirarono i lavori di Washington Irving. Nel 1873 venne pubblicato il romanzo per il quale Warner viene principalmente ricordato ancora oggi, che scrisse insieme a Mark Twain. Intitolato L'Età dell'Oro (The Gilded Age: A Tale of Today), il libro diede il nome all'omonimo periodo storico della storia statunitense.
Charles Dudley Warner è inoltre noto per le seguenti frasi:
Citata da Mark Twain in una delle sue divertenti lezioni, la battuta di Warner viene spesso erroneamente attribuita a Twain.
Warner morì ad Hartford il 20 ottobre 1900 e fu sepolto al Cedar Hill Cemetery; Mark Twain portò la bara e Joseph Twichell celebrò il rito funebre.
I cittadini di San Diego apprezzarono a tal punto la lusinghiera descrizione della città fatta da Warner nel libro Our Italy, da nominare tre strade consecutive in suo onore: Charles Street, Dudley Street, e Warner Street.

## Opere (parziale)
- My Summer in a Garden and Calvin, A Study of Character (Un'estate in Giardino) (Boston: James R. Osgood & Co., 1870)
- Saunterings (Passeggiando)(1872)
- BackLog Studies (Studi arretrati) (1872)
- Baddeck, And That Sort of Thing (Baddeck, e quel genere di cose)(1874), descrive i suoi viaggi in Nuova Scozia e altrove
- My Winter on the Nile (Il mio inverno sul Nilo)(1876)
- In the Levant (A Levante)(1876)
- In the Wilderness (Nelle terre selvagge)(1878)
- A Roundabout Journey, in Europe (Un giro, in Europa)(1883)
- On Horseback, in the Southern States (A cavallo, negli Stati del Sud)(1888)
- Studies in the South and West, with Comments on Canada (Studi nel Sud e a Ovest, con commenti sul Canada)(1889)
- Our Italy, etc. [A description of Southern California.] (La nostra Italia, etc. [Una descrizione della California del Sud])(1891)
- The Relation of Literature to Life (La relazione tra la letteratura e la vita)(1896)
- The People for Whom Shakespeare Wrote (Le persone di cui scrisse Shakespeare)(1897)
- Fashions in Literature (Mode nella letteratura)(1902)

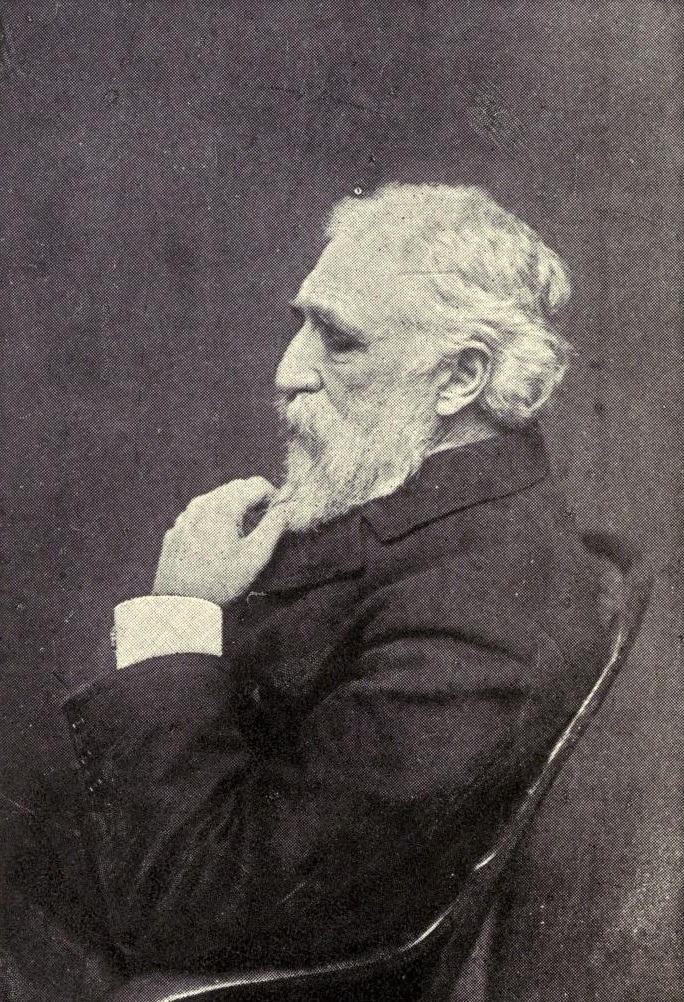
Charles Dudley Warner.

Curò la serie The American Men of Letters (I letterati americani), contribuendo ad una biografia di Washington Irving (1881), inoltre redasse l'ampia Library of the World's Best Literature (Biblioteca della migliore letteratura del mondo) (1897). Al momento della sua morte, Warner stava scrivendo una biografia del suo amico Frederic Edwin Church.

### Saggi
- A-Hunting of the Deer (Caccia al cervo)(1875)
- As We Were Saying (Come stavamo dicendo)(1891)
- As We Go (Mentre andiamo)(1893)

### Romanzi
- The Gilded Age: A Tale of Today (L'età dell'Oro)(in collaborazione con Mark Twain, 1873)
- Their Pilgrimage (Il pellegrinaggio)(1886)
- A Little Journey in the World (Un piccolo viaggio intorno al mondo)(1889)
- The Golden House (La casa dorata)(1894)
- That Fortune (La fortuna)(1899).